# 長野県道430号為栗和合線

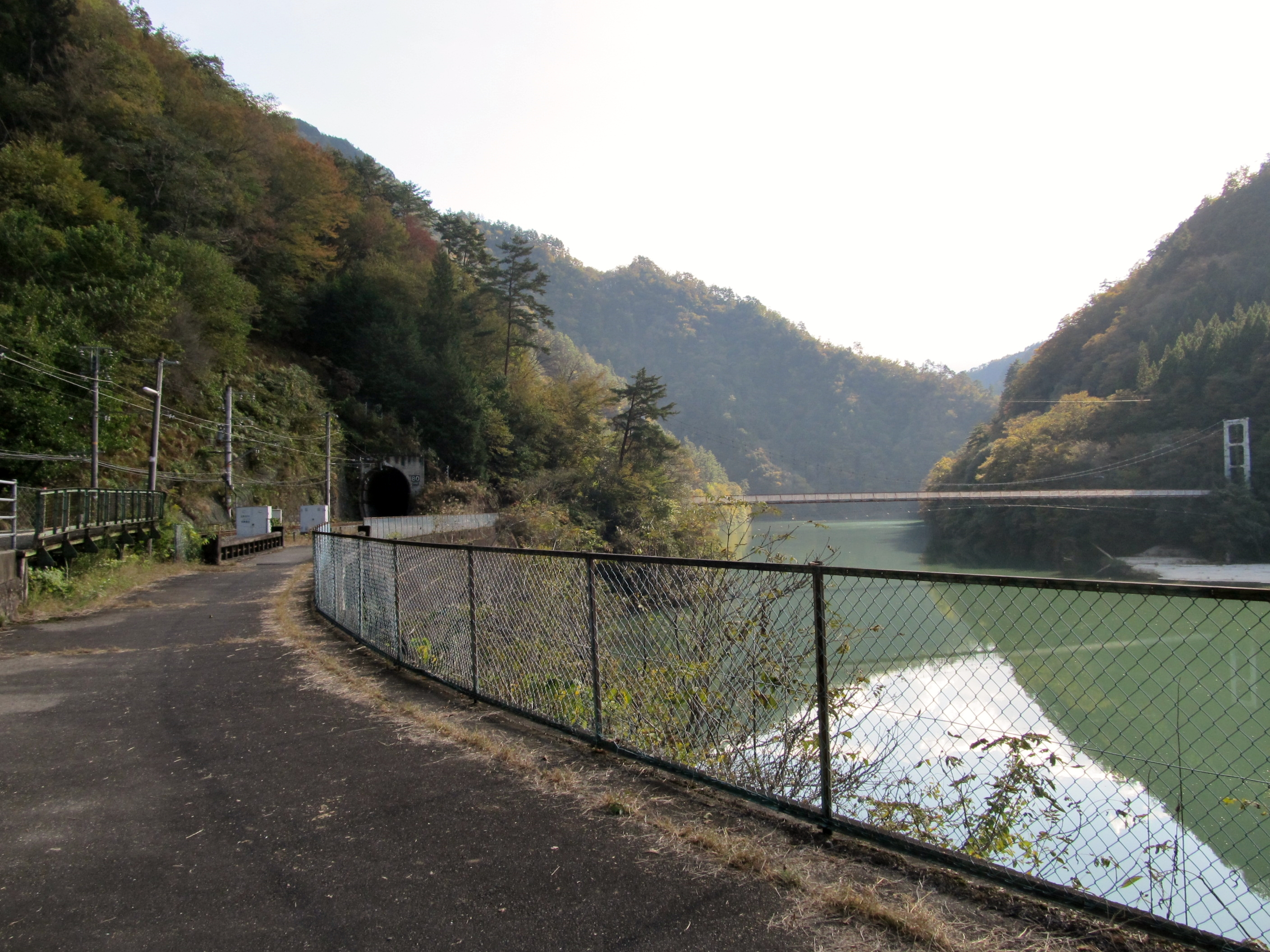
起点。奥に見える天竜橋は二輪以外の自動車通行不可

長野県道430号為栗和合線（ながのけんどう430ごう してぐりわごうせん）は、長野県下伊那郡天龍村と阿南町を結ぶ一般県道。

## 概要
起点（為栗駅前）から天竜橋までの区間は、二輪以外の自動車の通行はできない。

### 路線データ
- 起点：下伊那郡天龍村大字平岡字為栗（飯田線為栗駅前）
- 終点：下伊那郡阿南町和合（交差点名、国道151号交点）

## 通過する自治体
- 下伊那郡
  - 天龍村 - 阿南町

## 交差・接続する道路
- 長野県道1号飯田富山佐久間線 - 下伊那郡天龍村長島
- 国道151号 - 下伊那郡阿南町和合（終点）